# Різанина в Моложеві
Різанина в Моложеві — злочин, учинений у селі Моложів 6 травня 1943 року проти мирного українського населення підрозділом Кедива.
Згідно з німецьким звітом, троє жителів Моложева були застрелені та важко поранені, шестеро людей згоріли, а семеро отримали сильні опіки. Зловмисники спалили 60 дворів, у яких було 29 голів великої рогатої худоби, 15 коней і 34 свині. У звіті чисельність польського підрозділу оцінювалася у 80 осіб.
За документами ОУН було спалено 59 господарств, загальна кількість жертв у Моложеві та Стшельцях становила 54 особи, із них 50 чоловіків і 4 жінки.
Напад на Моложів був помстою польського підпілля за німецьку операцію «Українська акція» (німецький план поселення людей української національності в рамках виселення поляків із Замостя), яку часто проводили за участю Української допоміжної поліції. Моложів — село, частково заселене українськими переселенцями .

## Виноски
1. 1 2  Mariusz Zajączkowski, Ukraińskie podziemie na Lubelszczyźnie w okresie okupacji niemieckiej 1939—1944, Lublin–Warszawa 2015, Instytut Studiów Politycznych PAN, Instytut Pamięci Narodowej O/Lublin, ISBN 978-83-7629-769-9, s. 242—243.
2. ↑  M. Jasiak, Działalność OUN-UPA w południowo-wschodnich powiatach dzisiejszej Polski w latach 1944—1946, [w:] Polska-Ukraina: Trudne pytania, t. 7, KARTA, Warszawa 2000, s. 97.
3. 1 2  Czesław Partacz, Działalność nacjonalistów ukraińskich w Ziemi Chełmskiej i na Podlasiu 1939—1944, [w:] Stosunki polsko-ukraińskie w latach 1939—2004, Red. Bogumił Grott, Warszawa 2004, ISBN 83-60093-01-6, s. 85.